# شهرستان افمدو
شهرستان افمدو یک منطقهٔ مسکونی در سومالی است که در جوبای سفلی واقع شده‌است.